# トカドヘチマ
トカドヘチマ（十角糸瓜）は、ウリ科の植物。ヘチマの近縁種である。表面がなめらかなヘチマと違い、10本の稜線(角)があることからこの名がついた。インド原産で、南アジアから東南アジア、東アジアにかけての広い範囲で栽培があり、日本でも沖縄県や鹿児島県、熊本県で栽培が行われている。ヘチマと同じように観葉植物や食器洗いのスポンジとしての利用もあるが、もっとも大きな利用は未熟果を野菜として食べることである。炒め物や煮物などに使用される。